# Frank Christian Marx

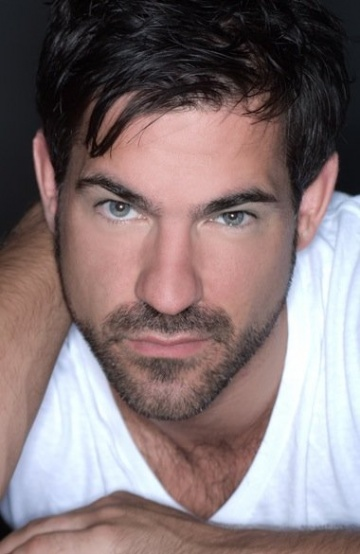
Frank Christian Marx, 2013

Frank Christian Marx (* 1977 in Trier) ist ein ehemaliger deutscher Schauspieler und Filmproduzent.

## Leben
1998 machte der in Trier aufgewachsene Marx seine ersten Erfahrungen im Rahmen des Jugendtheaterclub des Theater Trier. Nach mehreren Projekten des Theaters spielte er im  Musical Black Rider. Während seines Schauspielstudiums in Stuttgart spielte er in diversen Produktionen an der Württembergischen Landesbühne Esslingen. Nach einigen Produktionen am Stuttgarter Theatern zog es ihn nach Berlin und er produzierte dort im Saalbau Neukölln den Theater-Thriller Aufs Äusserste, in dem er ebenso die Hauptrolle übernahm. Nach  kleinen Rollen in Kurzfilmen spielte Marx seine erste Hauptrolle im Independent-Film Somebody got murdered des deutschen Regisseurs Tor Iben. Der Film erhielt den Preis als bester Film auf dem Festival CinegailesAST in Gijón.
Marx war sowohl im Film Frau Böhm sagt Nein mit Senta Berger in einer kleinen Nebenrolle als auch in einer Folge der Reihe Alarm für Cobra 11 – Die Autobahnpolizei zu sehen. In dem RTL-Fernsehfilm Geister all inclusive (2011) spielte er an der Seite von Annette Frier und Verena Zimmermann. Im Februar 2010 stand er in einer Kleinrolle für den Film Don – The King is back mit Shah Rukh Khan vor der Kamera.
Im Jahr 2011 gründete er die Filmproduktionsfirma Ente Kross Film. Das erste Projekt war der Spielfilm Männer zum Knutschen, in dem er sowohl eine der Hauptrollen übernahm als auch am Drehbuch mitarbeitete. Sein Kurzfilm Das Phallometer hatte 2013 auf den Hofer Filmtagen seine Premiere. Noch im selben Jahr produzierte und spielte er die Hauptrolle im Horror-Kurzfilm You killed me first. 2016 spielte er an der Seite von Gloria Viagra und Marc Ben Puch in dem queeren Kurzfilm Die Hochzeitspolizei. 2017 koproduzierte er den Thriller Die Tochter, der auf der Berlinale lief und in dem Nachwuchsstar Helena Zengel ihren Durchbruch hatte.
Seit 2016 lebt Marx in San Francisco und bietet unter seiner Firma FRANK-IN-CISCO Touren für deutsche und internationale Touristen an. Er ist Mitglied im San Francisco Gay Men's Chorus und ist in der Dokumentation Gay chorus deep south zu sehen. 2020 besuchte ihn das ZDF mit der Sendung Hallo Deutschland und drehte einen Beitrag über seine Touren und den Umgang mit der COVID-19-Pandemie in den USA.

## Filmografie
Als Schauspieler
- 2005: Ein Hund zwei Koffer und die ganz große Liebe
- 2006: Sa Mère
- 2008: Somebody got murdered
- 2008: Half Past Ten
- 2009: Alarm für Cobra 11 – Die Autobahnpolizei – Cyberstorm
- 2009: Frau Böhm sagt Nein
- 2011: Don – The King is back
- 2012: Männer zum Knutschen
- 2015: Wo willst du hin, Habibi
- 2016: Die Hochzeitspolizei

Als Produzent
- 2012: Männer zum Knutschen
- 2013: Das Phallometer oder welcome to our republic
- 2017: Die Tochter